# Jedlí

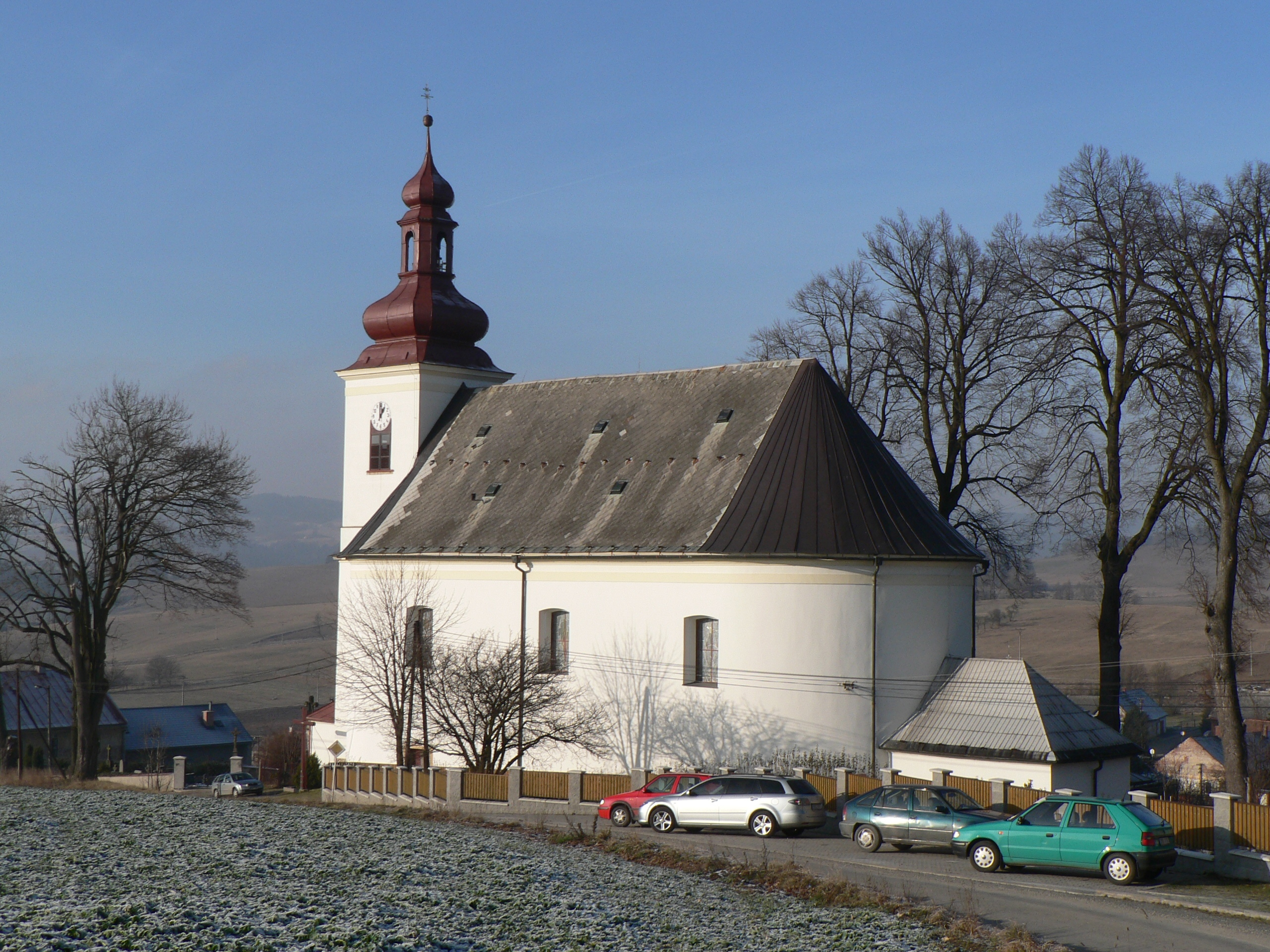
Kirche Johannes des Täufers

Jedlí (deutsch Jeedl) ist eine Gemeinde in Tschechien. Sie liegt vier Kilometer südöstlich von Štíty und gehört zum Okres Šumperk.

## Geographie
Jedlí erstreckt sich östlich des Březnátales auf einem Sattel zum Tal des Nemilka in der Drozdovská vrchovina (Drosenauer Bergland). Nördlich des Dorfes entspringt der Bach Jedlí potok. Die Gemeinde liegt im Naturpark Březná. Östlich erhebt sich der Háječek (603 m) und der Homole (515 m), im Süden der Michalův vrch (601 m) und nordwestlich die Obora (585 m).
Nachbarorte sind Horní Studénky im Norden, Zborov im Nordosten, Vyšehoří und Postřelmůvek im Osten, Na Dole, Svébohov und Václavov im Südosten, Drozdov im Süden, Janoušov und Velká Stráň im Südwesten, Malá Stráň, Království, Crhov und U Mlýna im Westen sowie Na Hranicích, Na Kluči und Štíty im Nordwesten.

## Geschichte
Archäologische Funde weisen eine Besiedlung auf dem Gemeindegebiet seit der Jungsteinzeit nach. Die ersten schriftlichen Erwähnungen von Adolphi Villa stammen aus den Jahren 1242 und 1351. Die Ursprünge des Dorfes liegen wahrscheinlich an seiner westlichen Peripherie am Jedlí potok. Im Jahre 1356 wurde der Ort erstmals als Jedly bezeichnet. Seit 1373 bestehen gesicherte Überlieferungen über das Dorf. 1405 befand sich in Jedlí ein Erbgericht und der Ort war Pfarrdorf. Die Kirche von Jedlí ist seit 1411 als ein hölzerner Bau überliefert. Sie brannte während des Dreißigjährigen Krieges nieder und wurde 1647 wiederaufgebaut. Seit 1672 ist eine Schule nachweislich, unterrichtet wurde in verschiedenen Häusern des Dorfes. 1834 hatte das Dorf 1589 Einwohner. Bis 1848 war das Dorf zur Herrschaft Schildberg untertänig.
Nach der Aufhebung der Patrimonialherrschaften bildete Jeedl / Jedle ab 1850 eine politische Gemeinde im Bezirk Hohenstadt. Der heutige Ortsname Jedlí besteht seit 1918. 1930 lebten 1180 Menschen in Jeedl.
Nach dem Münchner Abkommen wurde das Dorf 1938 dem Deutschen Reich zugeschlagen und gehörte bis 1945 zum Landkreis Hohenstadt. 1939 hatte Jeedl 1141 Einwohner. Während der deutschen Besetzung schlossen sich mehrere Bewohner den Partisanen an. Nach dem Ende des Zweiten Weltkrieges kam Jedlí zur Tschechoslowakei zurück.
Nach der Auflösung des Okres Zábřeh kam die Gemeinde mit Beginn des Jahres 1961 zum Okres Šumperk.

## Gemeindegliederung
Für die Gemeinde Jedlí sind keine Ortsteile ausgewiesen. Zu Jedlí gehören die Ansiedlungen Na Dole, Na Kluči und U Mlýna.

## Sehenswürdigkeiten

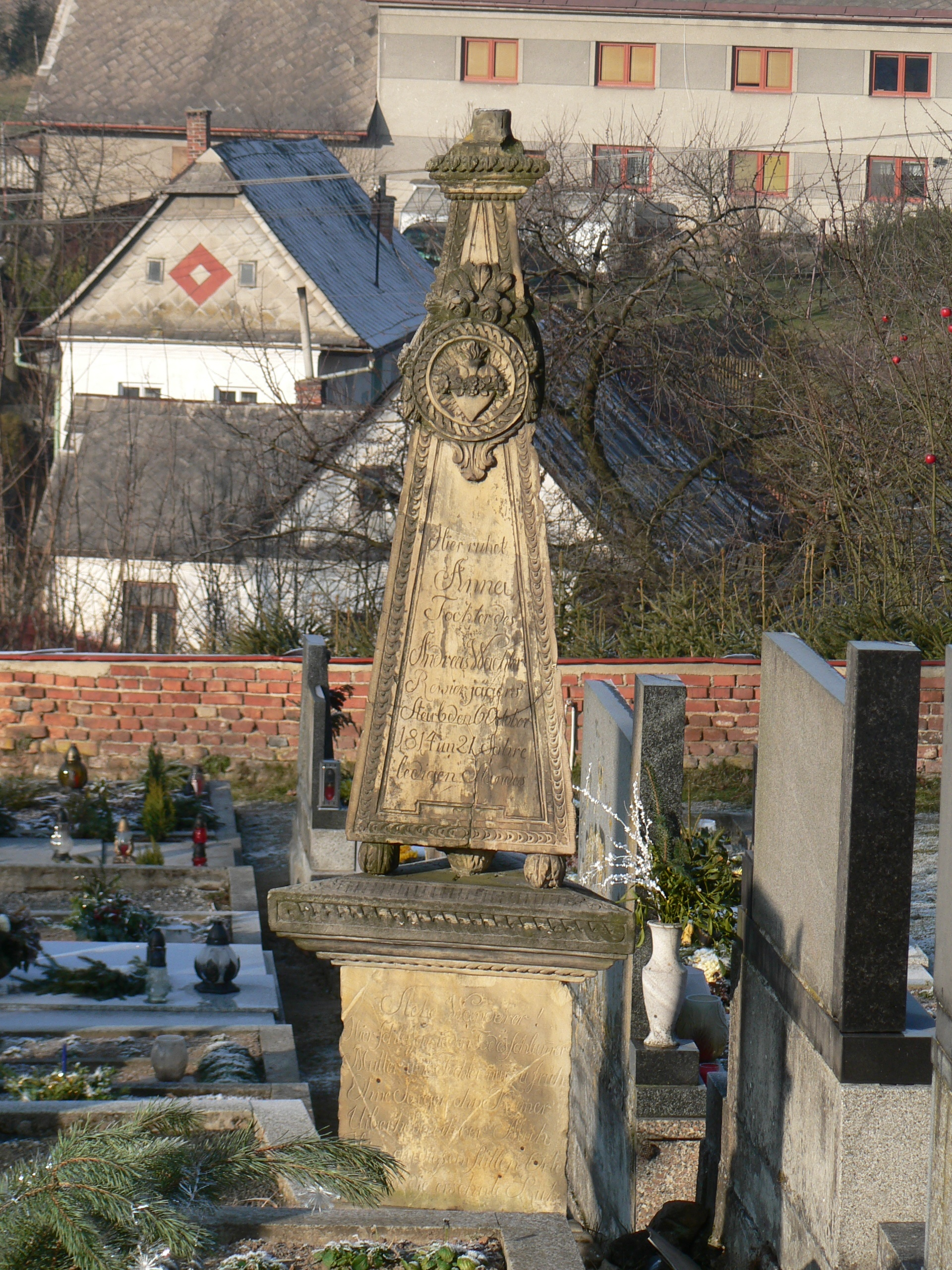
Wachler-Grabmal

- barocke Kirche Johannes des Täufers, erbaut 1782–1786 anstelle eine Vorgängerbaus
- Dreifaltigkeitssäule, geschaffen 1773
- Kapelle in U Mlýna
- Grabmal der Familie Wachler, im Empirestil geschaffene Steinmetzarbeit aus dem Jahre 1819
- Kapelle am Michalův vrch
- Kreuze und Kapelle am Kalvarienberg, südlich über dem Dorf